# フォックス・ネクスト
フォックス・ネクスト（英: FoxNext）は、21世紀フォックス（ウォルト・ディズニー・カンパニー傘下）が所有しているエンターテインメント企業である。ディズニーによるフォックス買収後、ディズニー・パークス・エクスペリエンス・プロダクツ内の子会社へと編成された。

## 概要
フォックス・ネクストは2017年1月18日に設立されたため比較的新しい企業である。フォックス・ネスクトは20世紀フォックスのコンテンツ管理から転任した部門社長としてSalil Mehtaにより発表された。
フォックス・ネクストは、ウォルト・ディズニー・カンパニー傘下のマーベル・エンターテインメントおよびAftershock Studiosと連携してアクション型RPGマルチプレイヤーモバイルゲームの開発、発売を予定していることを発表した。
2018年後半、ゲンティン・マレーシアとフォックス・ネクストは20世紀フォックス・ワールドの遅延をめぐって、互いに対する法的措置を発表し、両当事者は2019年7月に法廷外で和解した。
フォックス・ネクストは、ディズニーによる20世紀フォックスの買収時に2019年9月、ディズニーはFoxNextを手放す事を検討していると発言し、CEOのボブ・アイガー率いるウォルト・ディズニー・カンパニーは、2016年にディズニー・インタラクティブ・スタジオ（ディズニー・インタラクティブ）を閉鎖した後、他社との連携でビデオゲーム開発を中止し、自社のIPに基づいてゲーム開発を行うとした。

## 歴史
- 2017年 - フォックス・ネクストは映画『アバター』の世界を題材とした新しいフォックスのゲームを開発することを発表[2]。
- 2018年1月 - フォックス・ネクストはゲーム開発社のCold Iron スタジオを買収[9]。
- 2019年
  - 3月 - ウォルト・ディズニー・カンパニーが20世紀フォックス（21世紀フォックス）を買収。フォックス・ネスクトはディズニー・パークス・エクスペリエンス・プロダクツ傘下になる。
  - 11月4日 - 『アバター』のゲームを発売。

## フォックス・インタラクティブ
フォックス・インタラクティブは20世紀フォックスのゲーム製作部門となっていたが、後に2001年に出版権を引き継いだ後、2006年に解散した。

## テーマパーク
ウォルト・ディズニーに買収される以前、20世紀フォックスは20世紀フォックス・ワールドと呼ばれるテーマパークのシリーズを発表し、フォックス・ネクストの作品も登場予定だった。